# Burg Tharandt

Darstellung auf einem Wandbild aus dem 19. Jh. in der Albrechtsburg Meißen

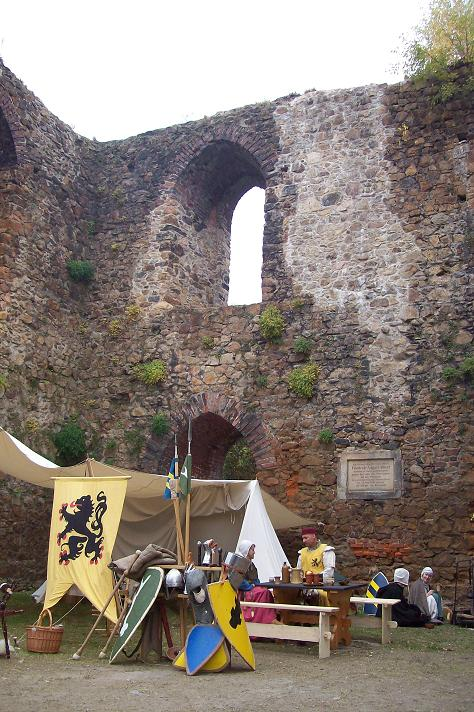
Historisches Feldlager zum Stadtfest in der Ruine der Oberburg

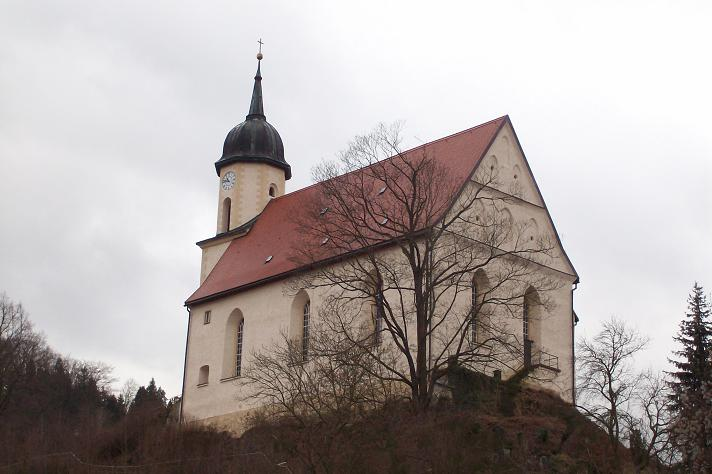
Kirche Zum Heiligen Kreuz

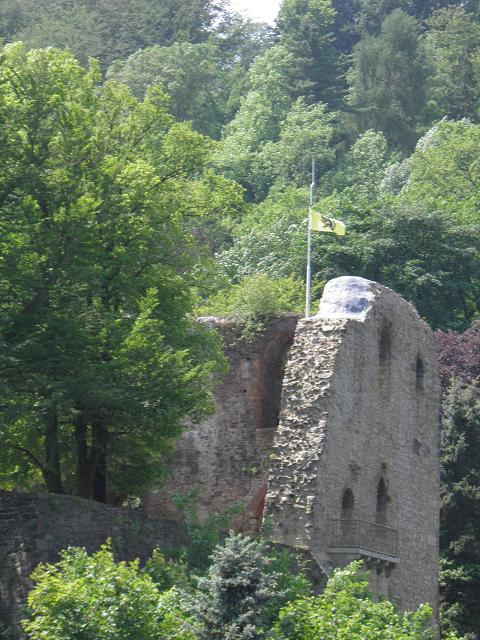
Burgruine mit Fahne Mark Meißen

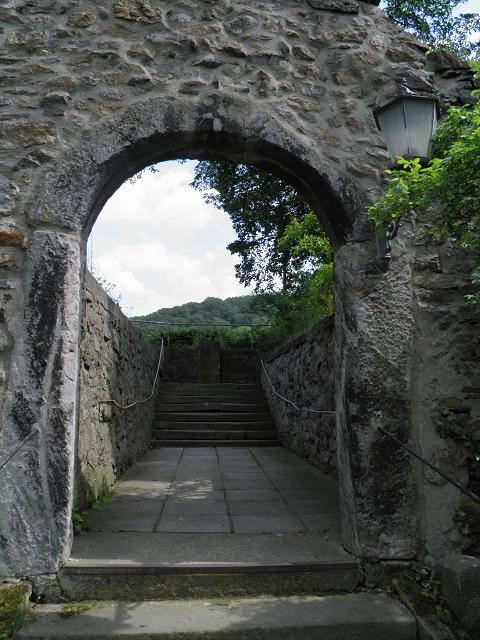
Haupteingang Burgruine und Kirche

Die Burg Tharandt ist die Ruine einer für die sächsische Geschichte wichtigen Spornburg auf einem vom Schloitzbach und der Wilden Weißeritz umflossenen Bergsporn in der Stadt Tharandt bei Freital im Landkreis Sächsische Schweiz-Osterzgebirge. Sie ist eine Stätte der Burgenromantik des 19./20. Jahrhunderts. Es sind nur wenige bauliche Reste erhalten.
Das Schloss Tharandt neben der Burgruine ist hingegen ein mehrfach umgebautes, romantisches Wohnschloss im Tudorstil aus dem 19. Jahrhundert.

## Burg Tharandt
Der Sage nach wurde lt. dem Historiker Adam Ursinus (1524–90) die Burg Tharandt erstmals 1190 erwähnt, als das Banner des heiligen Georg, unter dem Landgraf Ludwig III. von Thüringen im Dritten Kreuzzug kämpfte und starb, dort bei einem Brand aus dem Fenster flog und verschwand. Zum Gedenken an dieses Ereignis sei die Georgenkirche Eisenach erbaut worden.
Heute gilt als gesichert, dass Markgraf Dietrich von Meißen nach der Zerstörung der benachbarten Burg Thorun zwischen 1206 und 1215 die Burg Tharandt als kleine Wehranlage zum Schutz vor den Burggrafen von Dohna errichten ließ, welche ihre Grenzburgen in Rabenau und Ruppendorf hatten. Gleichzeitig entstand eine weitere, repräsentative Anlage im benachbarten Grillenburg, im Tharandter Wald. Beide Anlagen dürften 1294 als ...Tarant, duo castra... zusammen urkundlich genannt sein.
Als Vogt setzte der Markgraf einen Ministerialen auf der Burg Tharandt ein, der wohl von der Burgbesatzung in Döbeln stammte. 1216 wurde dieser als Burghauptmann Boriwo de Tarant urkundlich erwähnt und ist bis 1242 u. a. auch als Gründer von Pohrsdorf und der heute nicht mehr vorhandenen Burg Pohrsdorf nachweisbar.
Als Dietrich 1221 ermordet wurde, übernahm Landgraf Ludwig IV. von Thüringen die Vormundschaft über dessen Sohn Heinrich. Um den Anspruch Heinrichs auf die Markgrafschaft Meißen zu sichern, führte Ludwig 1224 einen Kriegszug in die Mark Meißen. Dabei erstürmte er die Burg Tharandt. Bei der Erstürmung brannte die Burg ab.
Unter Markgraf Heinrich dem Erlauchten errichtete man 1240 bis 1256 die in Resten heute noch existierende Burg. Der einzige Zugang befand sich damals an der Unterburg, dem heutigen Aufgang zur Kirche. Heinrich hielt sich in der Folgezeit vielfach auf der Burg auf. Man kann davon ausgehen, dass er seinen Lieblingsaufenthalt repräsentativ ausgebaut hat. Dies kann jedoch auch auf die benachbarte, damals wohl noch namensgleiche Anlage in Grillenburg zutreffen, da die Burg Tharandt eine schwer zugängliche Grenzburg war, die nicht einmal einen Brunnen hatte.
1316 werden die Markgrafen Waldemar und Jan von Brandenburg als Lehnsnehmer der Burg vom Stift Meißen genannt. 1350 sind im Mannbuch Friedrichs des Strengen Friedrich und Heinrich von Tharandt Burgherren.
Zwischen 1371 und 1400 war die Burg an die Grafen von Schönburg verpfändet. Während dieser Zeit wurden die Befestigungsanlagen so ausgebaut, dass die Burg als eine der stärksten des Landes galt. Sie diente zudem als Amtssitz des Amtes Tharandt.
Aus den seit 1399 vorliegenden Rechnungsbüchern der Burgvögte gehen für das beginnende 15. Jahrhundert keine größeren Bauarbeiten an der Burg hervor. Denn die Burg verlor nach der Dohnaischen Fehde ihre Grenzschutzfunktion.
Im Hauptrezess (Vertrag) von Naumburg 1410 wurde Tharandt Landgraf Friedrich dem Jüngeren zugesprochen.
Während des Hussiteneinfalls 1429 war Tharandt umkämpft. Aufgrund ihrer Festigkeit wurden auf der Burg wichtige Urkunden und Wertsachen des Kurfürstenhauses aufbewahrt. 1436 wurde die Burg mit zusätzlichen Feuerwaffen bestückt. Im Vergleich zu anderen Burgen des Landes hatte sie eine starke Besatzung.
Erst im späten 15. Jahrhundert ist anzunehmen, dass eine wohnlichere Ausstattung für die Herzogin Sidonie erfolgte, welche ab 1476 zeitweise auf der Burg residierte und ab 1500 dort ihren Witwensitz hatte. Um einen bequemeren Zugang zur Burg zu ermöglichen, wurde ein neuer, auch für Pferdewagen nutzbarer Burgzugang angelegt. Dazu brach man ein neues Tor mit Zugbrücke in die bergseitige Wand des Palas der Oberburg und erbaute zum Schutz davor noch eine Bastion am Burggraben. Ab dieser Zeit wird die Burg auch als Schloss bezeichnet.
Sidonie (Zděnka) war die Tochter des böhmischen Königs Georg von Podiebrad und wurde zur Besieglung des am 25. April 1459 geschlossenen Vertrages von Eger am 11. November 1459 in Eger die Frau Herzog Albrechts. Der Vollzug der Ehe (Beilager) erfolgte am 11. Mai 1464 auf der Burg Tharandt.

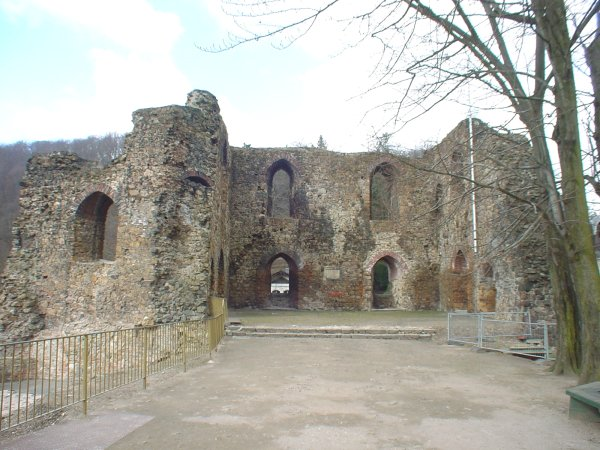
Palasrest der Oberburg
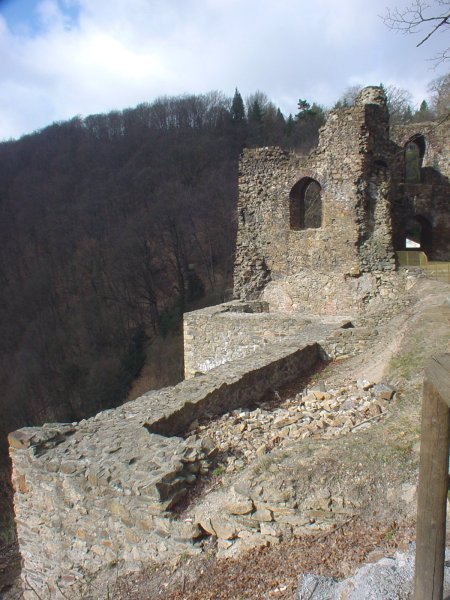
Turmrest am Palas der Oberburg
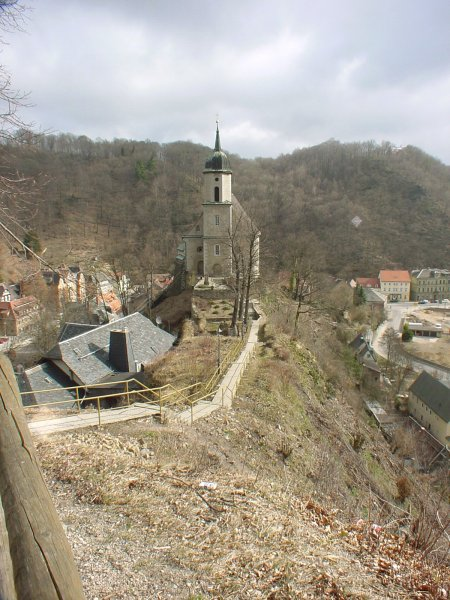
Blick zur Unterburg mit Kirche
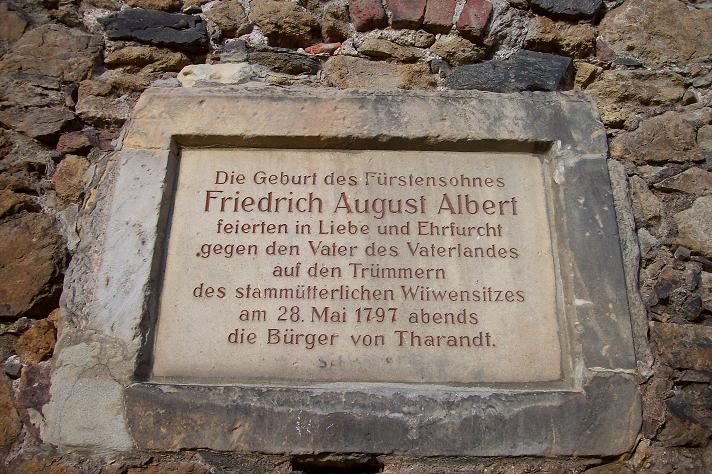
Gedenktafel an der Oberburg

Nach dem Tod Sidonies, am 1. Februar 1510 in Tharandt, war die Burg nicht mehr bewohnt. Türen und Fenster wurden ausgebaut und im Jagdschloss Grillenburg wieder verwendet, wohin 1558 auch der Sitz des Amtes Tharandt, nun als Amt Grillenburg, verlegt wird. 1568 schlug der Blitz ein. 1572 demontierte man die Dachschiefer zur Weiterverwendung für Schloss Annaburg bei Torgau. Nach der 1579 erteilten Abbruchgenehmigung durch Kurfürst „Vater“ August von Sachsen begann ab 1582 der Abriss der Mauern zur Gewinnung von Baumaterial durch die Bevölkerung und der Besitzübergang der Anlage an die Kommune. Auf den Mauern bzw. unter Verwendung von Teilen der Unterburg (Schösserei) entstand 1626–1629 die 1631 geweihte Stadt- und Bergkirche, die seit 1927 Zum Heiligen Kreuz heißt.

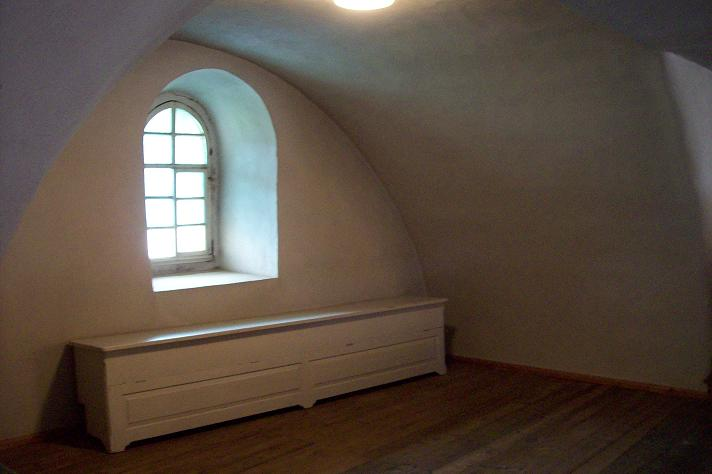
Raum der ehem. Unterburg an der Empore in der Kirche
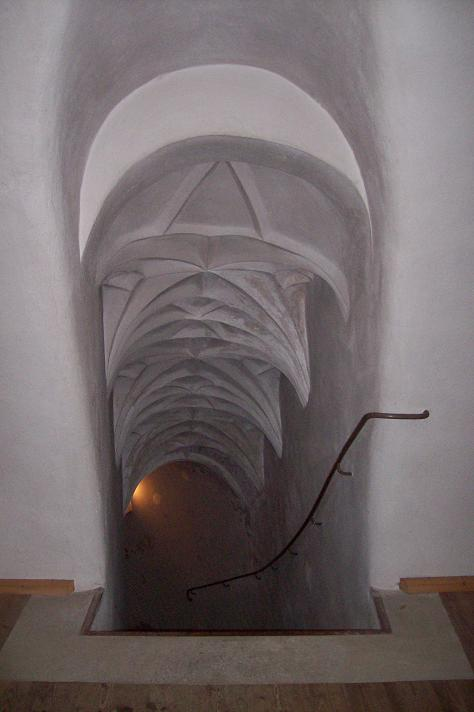
Treppe der ehem. Unterburg zur Empore in der Kirche
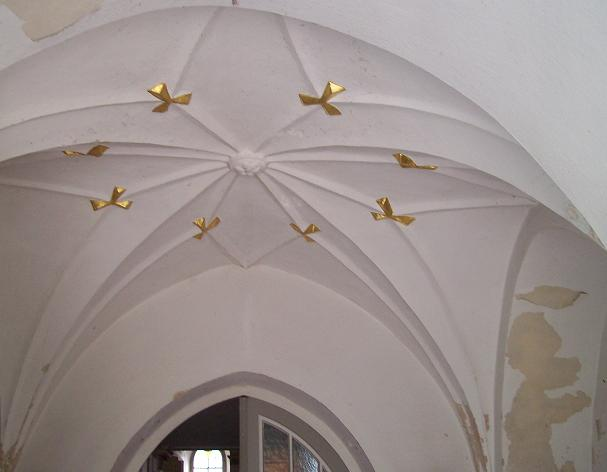
Eingangsraum der ehem. Unterburg als Foyer in der Kirche
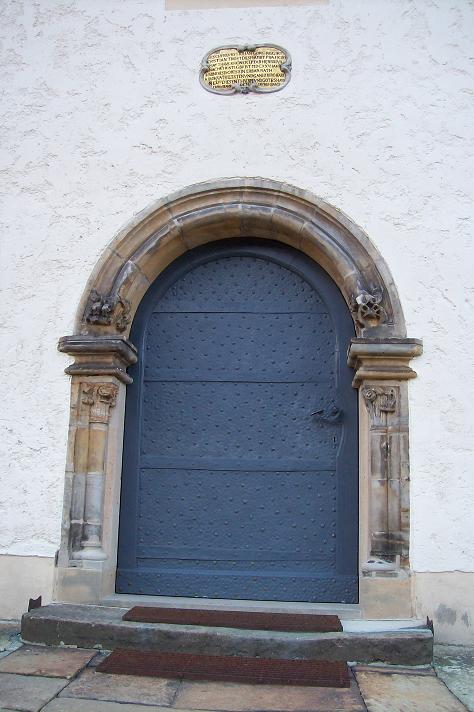
Romanisches Eingangsportal der Kirche aus Grillenburger Sandstein im Stil der Goldenen Pforte des Freiberger Domes, das von der Burg stammt

Um 1800 wurden die noch vorhandenen Ruinen der Burg im Sinne der Burgenromantik als Teil der Verschönerten Landschaft Tharandt gesichert, Gewölbe zugeschüttet und Bäume angepflanzt. Zwischen 1790 und 1850 hat die Ruine fast jeder berühmte Maler, Zeichner bzw. Kupferstecher (darunter Ludwig Richter, Caspar David Friedrich, Adrian Zingg, Carl Blechen) dieser Zeit im Bild verewigt. In der zweiten Hälfte des 20. Jahrhunderts entstand auf dem Gelände der Oberburg eine Freilichtbühne. Ab 1976 begann der örtliche Burgenverein, die Burgruine, welche sich im Besitz der Stadt und der Kirchgemeinde Tharandt befindet, archäologisch zu untersuchen und wieder nach denkmalschutzgerechten Erfordernissen zu sanieren.
Doch erst 2013 konnte u. a. mit Unterstützung der Ostdeutschen Sparkassenstiftung und der Ostsächsischen Sparkasse Dresden die grundhafte Sanierung der Burgruine beginnen. Aus diesem Anlass wurden auch Partnerschaftsverträge mit Poděbrady (Podiebrad), Geburtsort der Sidonie von Böhmen, und deren Hochzeitsort mit Herzog Albrecht, Cheb (Eger), abgeschlossen. Zu den Stadtfesten fanden mehrfach Mittelaltermärkte mit Feldlager in der Burgruine statt, ergänzt durch Führungen durch das Areal, bis in die Kirche und in das freigelegte Kellergewölbe. Im Sommerhalbjahr lädt die offene Kirche auch außerhalb der Gottesdienste und Konzerte Besucher ein.

## Schloss Tharandt
Neben der Burgruine erhebt sich das neue Schloss Tharandt. Dieses Stadtschloss wurde 1858–1861 vom Bildhauer Waldemar Ariel Graf von der Recke-Volmerstein (1831–79) anstelle eines Landhauses als Atelier erbaut. 1866 erwarb es der polnische Botaniker, Maler und Kunstsammler sowie königlich-preußische Kammerherr und Absolvent der Berliner Friedrich-Wilhelms-Universität Michael Jérôme Graf Leszczyc-Sumiński (1820–98), in erster Ehe verheiratet mit Anne Elisabeth Hudson (1830–74) und in zweiter Ehe mit Baronin Caroline von Recum, geb. von Langsdorff (1832–1908), dessen Wappen über dem Turmeingang zu finden ist. Er baute es im maurisch-orientalischen Tudorstil um und vererbte es 1898 seinem Stiefsohn Baron Franz von Recum (1863–1930). Einer der zahlreichen Nachbesitzer war der Goldmacher und Betrüger Franz Tausend. 1936 bekam das Schloss nach einem Brand sein heutiges Aussehen. 1937 bis 2000 nutzten es u. a. verschiedene Einrichtungen der Forstlehranstalt Tharandt (heute Technische Universität Dresden, Fachrichtung Forstwissenschaften Tharandt). Seit 2002 ist es Privatbesitz und wird schrittweise saniert, was im Innern schon weitestgehend abgeschlossen ist.

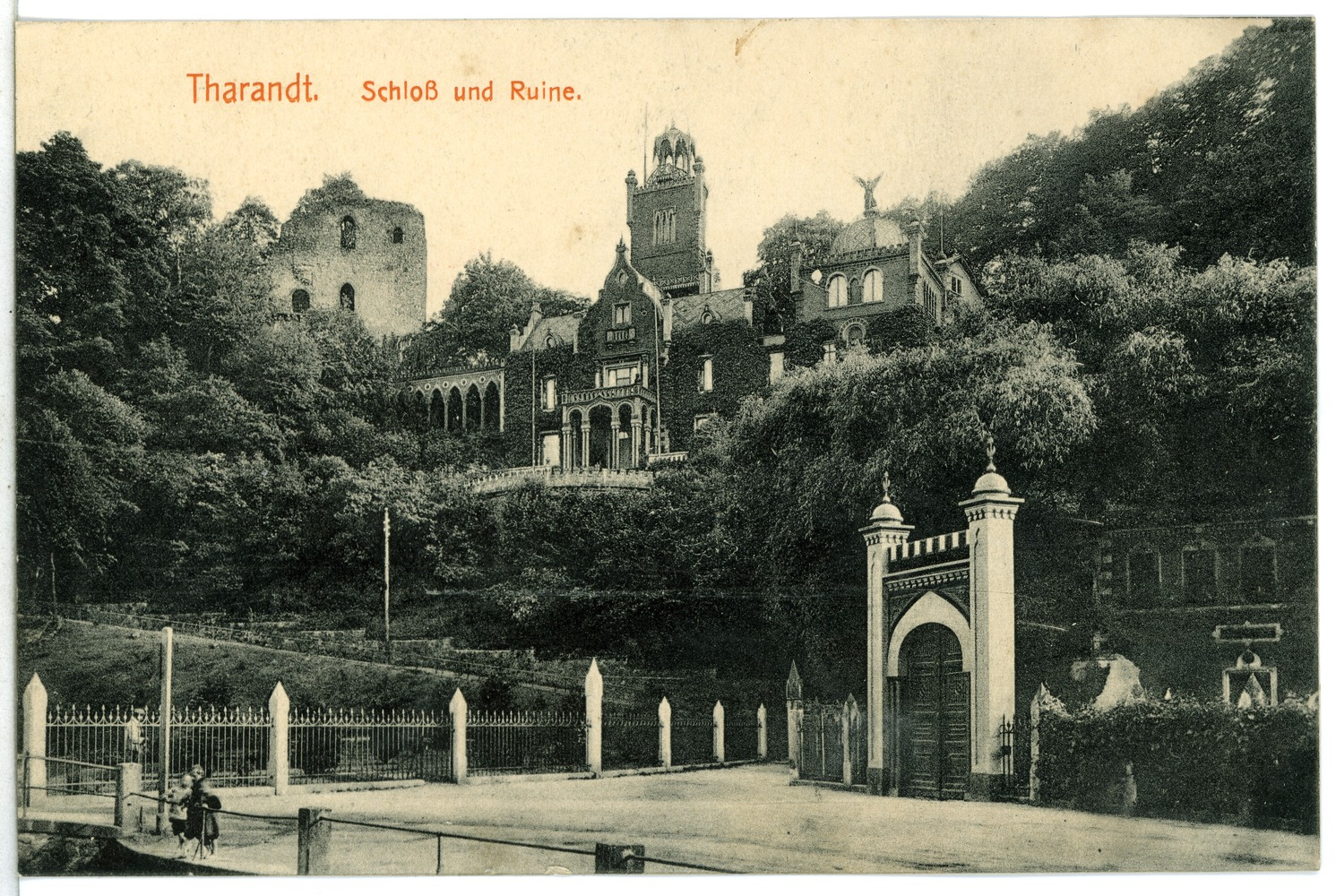
Burgruine und Schloss um 1900
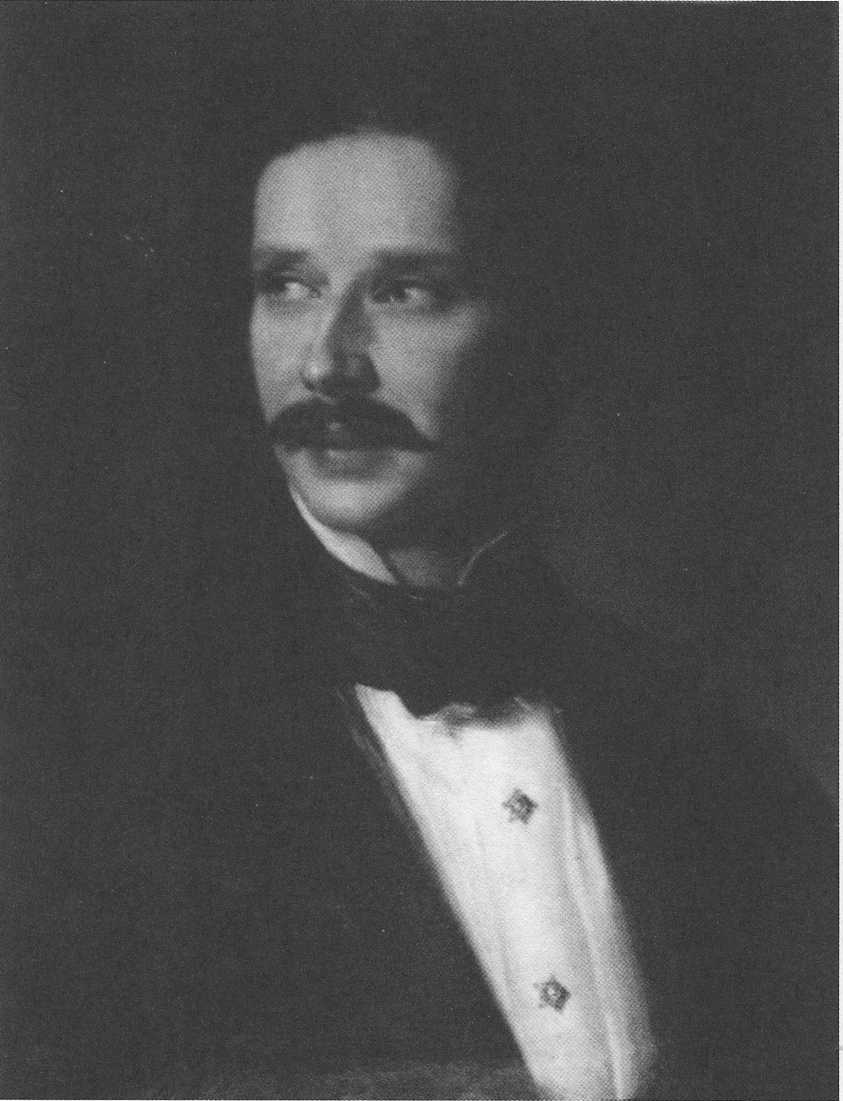
Michael Jérôme Graf Leszczyc-Sumiński, Selbstporträt um 1850
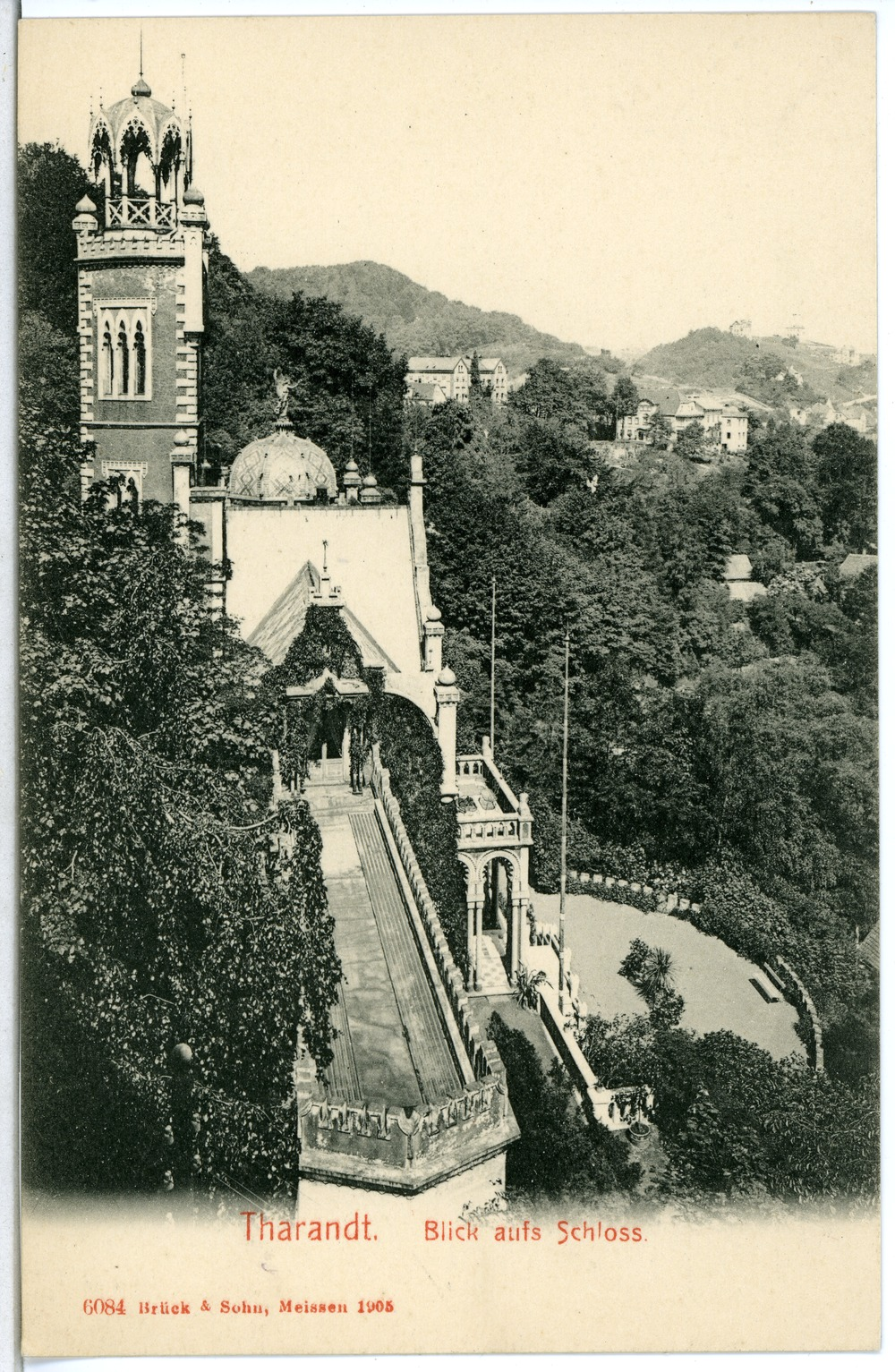
Blick von der Burgruine zum Schloss (um 1900)
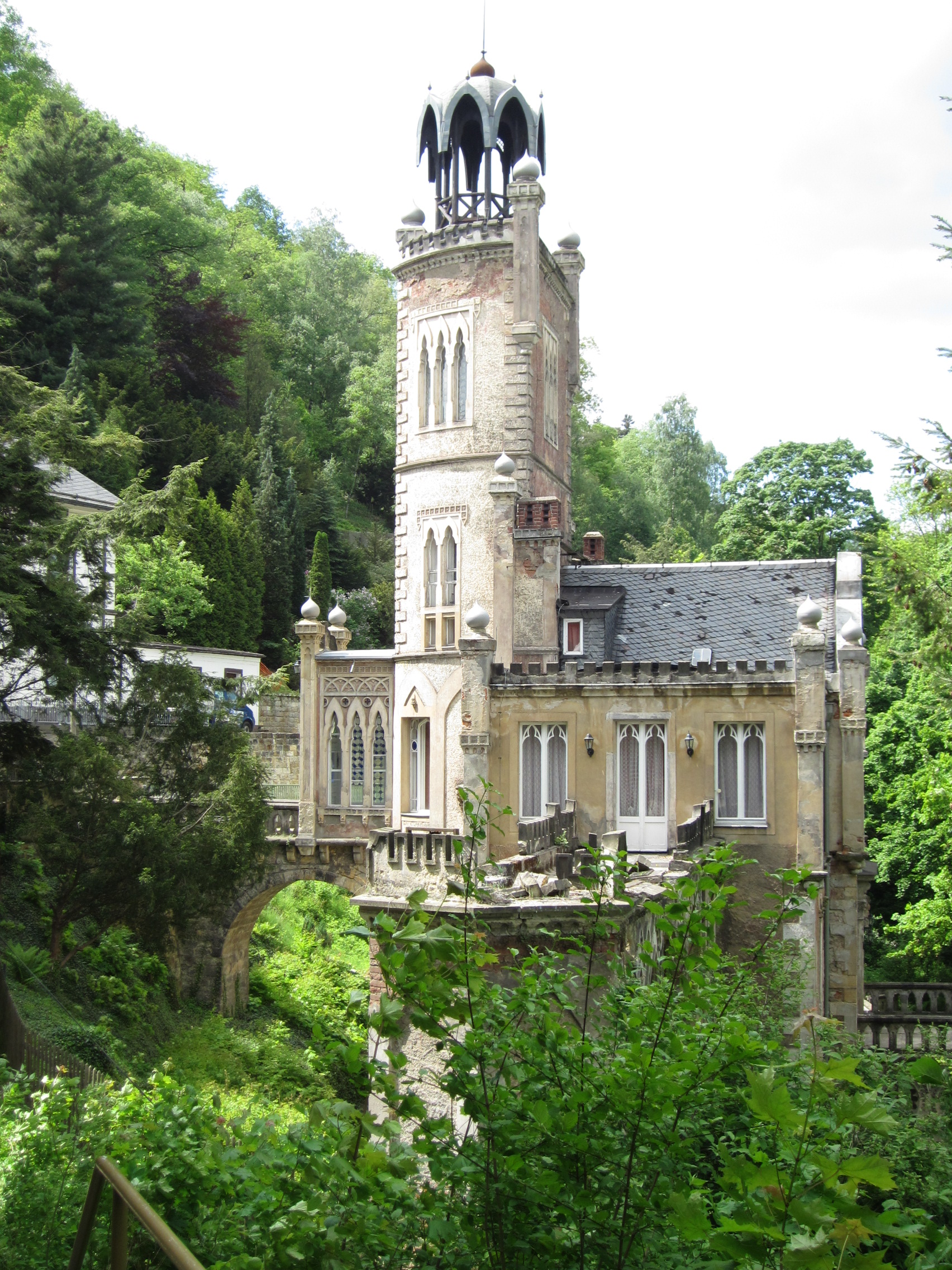
Blick von der Burgruine zum Schloss (2012)

Das Landesamt für Denkmalpflege Sachsen hat sowohl die Burgruine als auch das Schloss Tharandt als Kulturdenkmale erfasst.